# G-TELP

## 개요

### GeneralTests ofEnglishLanguageProficiency
지텔프(G-TELP)는 General Tests of English Language Proficiency의 약자로서,영어를 모국어로 하지 않는 수험자의 실용 영어 활용 능력을 평가할 목적으로 개발된 시험이다.1985년 샌디에이고 주립 대학교 국제테스트 연구원(ITSC, International Testing Service Center)에서 개발·검증됐다.문법, 청취, 독해 및 어휘 등의 영역으로 구분하여 종합적으로 평가한다.

### 지텔프 시험 종류
- G-TELP Level Test(GLT): 5단계의 레벨로 구성되어 문법/독해/청취를 평가하는 영어 평가시험
- G-TELP Speaking Test(GST): 지텔프 시험의 영어 말하기 분야 시험
- G-TELP Writing Test(GWT): 지텔프 시험의 영어 작문 분야 시험
- G-TELP Business Speaking Test(GBST): 기업의 비즈니스 영역 평가에 특화된 영어 말하기 시험
- G-TELP Business Writing Test(GBWT): 기업의 비즈니스 영역 평가에 특화된 영어 작문 시험
- G-TELP Jr.: 주니어 종합 영어 평가 시험

현재 대한민국에서는 국가고시(공무원, 군무원, 소방, 경찰 등), 국가 전문 자격증(변리사, 회계사, 세무사, 노무사, 감평사, 행정사 등)의 영어 과목 대체 시험, 기업체의 신입사원 채용 및 인사, 승진 시험, 대학(원)교 졸업 자격 및 논문 심사 영어 대체 시험 자료로 활용되고 있다.

### 연혁(최근 3년,2022-2024)
| 연도 | 내용 |
| ---- | --- |
| 2024 | - 컨퍼런스 2024년 글로벌 리더십 컨퍼런스(인공지능 시대, 디지털 기반 영어교육의 방향)웨비나 개최 ·공사(한국조폐공사) 지텔프 채택 ·기관(한국에너지공단)지텔프 채택 ·대학(졸업인증 지텔프 채택) -서원대학교 소방행정학과 지텔프 Level 2: 43점/경찰행정학과 Level 2: 65점 -동아대학교 경제학과 지텔프 Level 2: 64점/경찰행정학과 Level 3: 85점 -동의대학교 법학과 지텔프 Level 2: 43점 -충남대학교 지텔프 Level 2의 76점 -창원대학교 지텔프 Level 2의 65점 ·대학원(졸업인증 지텔프 채택) -국민대학교 대학원 지텔프 Level 2: 73점/Level 3: 95점 -중앙대학교 대학원 지텔프 Level 2: 75점 -서울시립대학교 세무전문대학원 지텔프 Level 1: 50점/Level 2: 70점/Level 3: 93점 -동국대학교 일반 대학원 지텔프 Level 2: 64점/Level 3: 85점 ·해밀학교 지텔프 주니어 IBT 평가시험 도입(시행) ·웅진싱크빅 2024 지텔프 주니어 평가시험 진행 ·경북기계금속고등학교 지텔프 PBT 재학생 진단평가 도입(시행) ·대학 지텔프 IBT 시행 -2024 경민대학교 지텔프 IBT 평가시험 진행 -2024 원광대학교 온라인 어학 프로그램 제공 및 지텔프 IBT평가시험 시행 -2024 서울시립대학교 지텔프 IBT 신입생 진단평가 시행 -2024 한성대학교 지텔프 IBT 신입생 진단평가 시행 ·기업체 지텔프 IBT 시행 -2024 지멘스인더스트리소프트웨어 지텔프 비즈니스 스피킹, 지텔프 비즈니스 라이팅 사내 평가시험 시행 |
| 2023 | - G-TELP IBT at Home 런칭 - 지텔프(G-TELP)X인크루트 스피킹 페스티벌 개최 - 공사(인천항보항공사) 지텔프(G-TELP) 채택) - 기술, 연구원, 연구소(극지연구원, 국토연구원, 한국디자인진흥원, 한국해양수산연수원 등) 지텔프(G-TELP) 채택 - 기술, 연구원, 연구소(서울경제진흥원) 지텔프(G-TELP) 스피킹 채택 - 기관(한국장학재단, 경상북도 신용보증재단, 경상북도 문화재단, 경상북도 청소년 육성재단, 경상북도 독립운동기념관) 지텔프(G-TELP) 채택 - 대학(졸업인증 지텔프(G-TELP) 채택) ·동의대학교 경찰행정학과 지텔프(G-TELP) Level2 : 50점 ·계명대학교 경찰행정학과 지텔프(G-TELP) Level2 : 43점 ·세종대학교 지텔프(G-TELP) Level2 : 77점 / 지텔프(G-TELP) 스피킹 : Level4 ·경찰대학 지텔프(G-TELP) Level2 : 77점 ·경상국립대학교 법학과 지텔프(G-TELP) Level2 : 57점 ·농협대학교 지텔프(G-TELP) Level2 : 65점 - 대학(G-TELP IBT 실시: 서울시립대학교 재학생 영어평가, 한성대학교 신입생 배치시험, 가천대학교 재학생 영어평가,경민대학교 재학생 영어평가, 전주대학교 재학생 영어평가) - 지텔프(G-TELP) 비즈니스 스피킹, 지텔프(G-TELP) 비즈니스 라이팅 지멘스인더스트리소프트웨어 사내 평가시험 도입(시행 - 웅진씽크빅 지텔프(G-TELP) 주니어 평가시험 도입(시행) - 국토교통부장관 표창 수상 (주식회사 한국지텔프(G-TELP KOREA) 대표이사 김현중) |
| 2022 | - 2022 ITSC Asian Agent Conference 개최 - 2022 ITSC GROUP, G-TELP KOREA, G-TELP JAPAN 공동학술연구컨퍼런스 개최 - 한국교육정보미디어학회. 한국교육공학회 2022 추계공동학술대회, 『IBT 말하기 공인인증시험의 타당도 연구』 발표 - 한국영어영문학회 2023 국제학술대회 『The Future of G-TELP English Tests in Post-COVID Korea』 발표 - 공단(인천환경공단, 한국수산자원공단) 지텔프(G-TELP) 채택 - 공사(한국관광공사, 제주관광공사, 예금보험공사) 지텔프(G-TELP) 채택 - 기술, 연구원, 연구소(한국국방연구원, 한국식품안전관리인증원, 한국산업기술진흥원, 한국산업기술평가관리원, 식품안전정보원, 나노종합기술원, 국립국제교육원, 한국기계연구원, 한국뇌연구원, 한국청소년활동진흥원, 국립암센터, 한국교육개발원, 한국기초과학지원연구원, 국립과학수사연구원, 국립중앙의료원, 경상북도경제진흥원, 한국통계진흥원, 한국농촌경제원구원, 국토지리정보원) 지텔프(G-TELP) 채택 - 기관(한국언론진흥재단, 한국국제협력단, 인천글로벌캠퍼스운영재단, 서울관광재단, 경북문화재단, 한아세안센터) 지텔프(G-TELP) 채택 - 정부(국방부) - 전문군무경력관 및 일반임기제 군무원 지텔프(G-TELP) 스피킹(GST) 채택 - 대학 : 가톨릭대학교(회계학과), 건양대학교(국방경찰행정학부), 경희대학교(전자정보대학), 백석대학교(기독교전문대학원), 신한대학교(간호학과, 섬유소재공학과), 초당대학교, 신라대학교(경찰행정학과), 중부대학교(경찰행정학전공), 상명대학교(역사컨텐츠전공), 동의대학교(회계학전공), 한국외국어대학교(LD학부) 졸업인증시험 채택 - 대학원 : 서울시립대학교 일반대학원, 백석대학교(기독교전문대학원), 연세대학교 대학원(문헌정보학과) 졸업인증시험 채택 - 전라남도경찰청과 경찰공무원 실무영어능력 향상을 위한 업무협약 체결 - 재능방송과 지텔프(G-TELP) 공동제작 계약 체결 및 정규 방송 편성 - 경찰대학교 편입시험 지텔프(G-TELP) 영어검정시험 대체 채택 완료 - 제2회 오금고등학교 지텔프(G-TELP) 영어경시대회 개최 - 전국대학생 영어경시대회(잉글리시 페스티벌) 개최 - 네이버 자격증 서비스 연동 개시, 사람인, 잡코리아, 캐치, 잡아바 지텔프(G-TELP) 성적 자동 입력 서비스 개시 - 해양수산부장관 표창장 수상 |

## 개발 기관

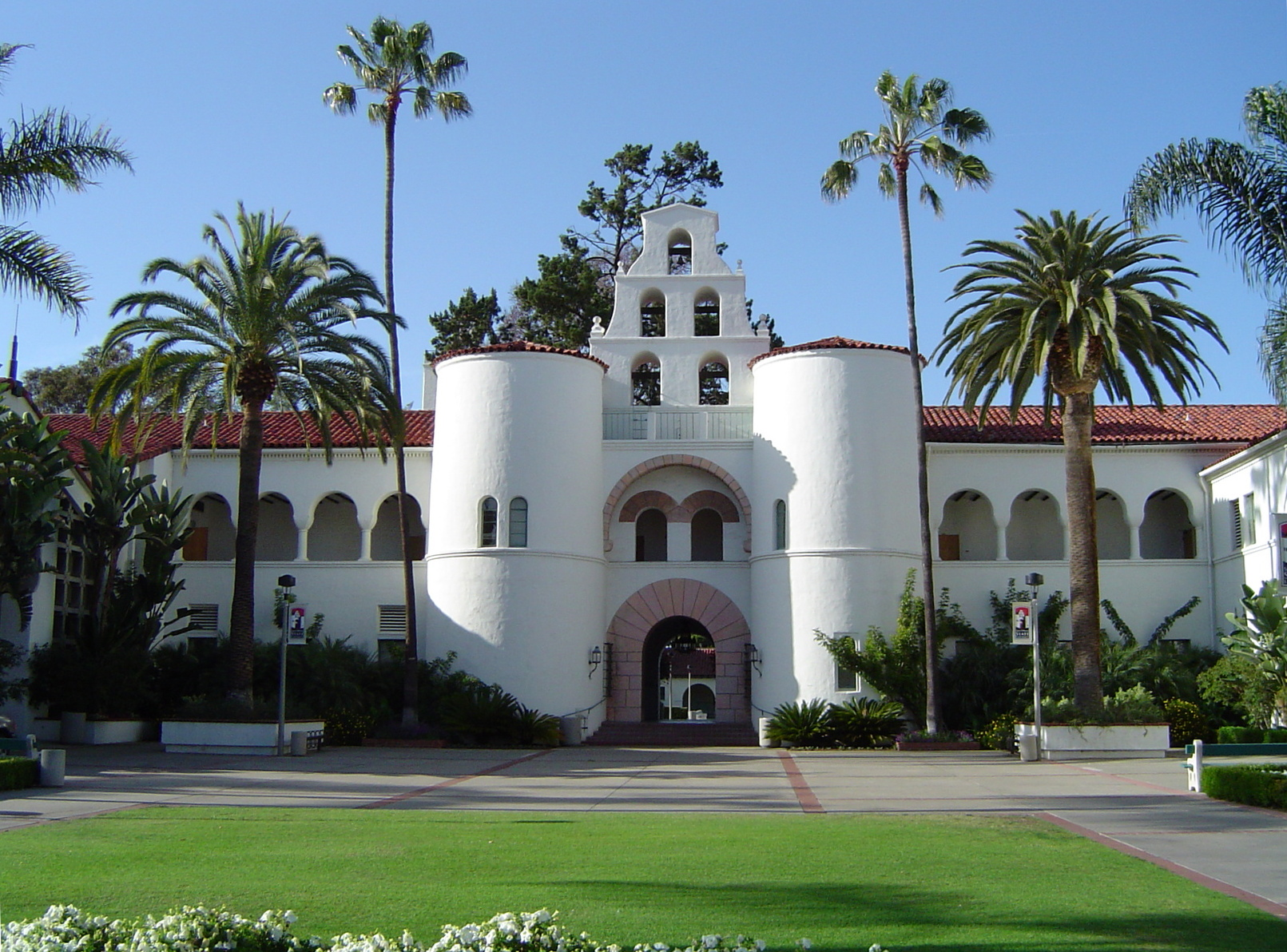
샌디에이고 주립 대학교

### International Testing Service Center
ITSC([[국제 테스트 연구원]])
ITSC(International Testing Service Center)는 미국에 본사를 둔 시험 개발 연구 기관으로, G-TELP, G-TELP Speaking, G-TELP Writing, 항공영어구술능력시험 등의 시험을 개발 및 시행하고 있다.
샌디에이고 주립대학교 산하 국제시험서비스센터는 1983년에  캘리포니아대학교, 로스앤젤레스대학교, 조지타운대학교, 라도국제대학의 교수, 언어학자, 평가 전문가들과 함께 영어시험 개발에 관한 연구를 수행했다.  개발 완료 후 약 3년간 미국, 중국, 일본, 사우디아라비아 등 세계 각국의 샘플 조사와 예비 시험 등을 통해 타당성을 검증하고 완료했으며, 1985년부터 공식적으로 시험을 시작했습니다
한국에서 G-TELP는 1986년에 G-TELP KOREA가 설립되어 ITSC의 글로벌 파트너로서 한국에서 시험을 운영·주관하고 있다.
단순히 시험 개발 뿐만 아니라 한국의 영어영문학, 언어학 등 관련 분야 대학원생을 대상으로 연구비 및 해외 학회 참여 비용 등을 제공하는 지원 프로그램을 시행하고 있으며, 2024년 ITSC와 전 세계 G-TELP 시행처는 글로벌 컨퍼런스를 개최했다.
온라인으로 진행된 컨퍼런스에서 소속 연구진들은 '더 많은 영어 학습자가 G-TELP 시험 군을 통해 영어 구사 능력을 입증하고, 더 나은 미래를 성취하도록 한다'는 ITSC의 사명을 재확인했다. 최신 기술을 적극 도입하여 시험 개발을 이어가고 있으며, 기계 학습과 심층 학습을 비롯한 인공 지능기술 및 검증된 최신 이론을 활용하여 ITSC의 기존 시험 군을 지속적으로 개선하고 이를 통해 평가 방식을 발전시키고 있다.
관련링크 바로가기

## 구성
- G-TELP Level Test

| 등급    | 출제방식 및 시간                                                                | 평가 기준 |
| ------- | ------------------------------------------------------------------------------- | --- |
| Level 1 | - 청취 : 30문항 (약 30분) - 독해 및 어휘 : 60문항 (70분)                        | - 모국어로 하는 외국인과 거의 대등한 의사 소통이 가능 - 국제회의 통역도 가능한 수준                                               |
| Level 2 | - 문법 : 26문항 (20분) - 청취 : 26문항 (약 30분) - 독해 및 어휘 : 28문항 (40분) | - 일상 생활 및 업무 상담 등에서 어려움 없이 의사소통 할 수 있는 수준 - 외국인과의 회의 및 세미나 참석, 해외 연수 등이 가능한 수준 |
| Level 3 | - 문법 : 22문항 (20분) - 청취 : 24문항 (약 20분) - 독해 및 어휘 : 24문항 (40분) | - 간단한 의사 소통과 친숙한 상태에서의 단순한 대화가 가능한 수준 - 해외 여행과 단순한 업무 출장을 할 수 있는 수준                 |
| Level 4 | - 문법 : 20문항 (20분) - 청취 : 20문항 (약 15분) - 독해 및 어휘 : 20문항 (25분) | - 기본적인 어휘의 짧은 문장을 통해 의사 소통이 가능한 수준                                                                        |
| Level 5 | - 문법 : 16문항 (15분) - 청취 : 16문항 (약 15분) - 독해 및 어휘 : 18문항 (25분) | - 일상의 인사, 소개 등을 듣고, 이해할 수 있는 수준                                                                                |

G-TELP는 Level 1을 제외하고, 문법, 청해, 독해&어휘로 시험이 3등분된다는 차이가 있다. 각 시험 별 100점, 총점 300점이며 세 영역의 평균 점수가 공인점수로 활용되는 시험이다.

### 출제 영역
등급별 출제 영역이 상이하며, 레벨 1의 경우는 문법 분야가 제외된다. 영역별 출제 내용은 아래와 같다.
| 등급    | 문법                                                            | 청취 | 독해 및 어휘 |
| ------- | --------------------------------------------------------------- | --- | --- |
| Level 1 | 없음.                                                           | - 일반적인 내용의 라디오 뉴스 - 라디오 대담쇼 중 추천 및 제안성 토론 - 사물 혹은 사건에 관한 심도 있는 설명 - 사건 진행 과정의 설명 및 면담 성격의 대화 | - 전기적인 또는 자서전적 이야기 - 사회적 문제와 관련된 일반적 사항에 대한 의견 - 대중 매체 이벤트, 예술 작품에 대한 급진적 비평 - 과학적이거나 기술적인 현상들에 대한 설명 |
| Level 2 | - 시제 - 가정법 - 조동사 - to 부정사와 동명사 - 접속사 - 관계사 | - 사적 대화 - 비공식적 협상 등의 대화 - 진행 상황 설명 및 특정 상품 추천 등의 공식적 담화 - 일반적 행위의 진행이나 과정에 대한 설명                     | - 역사 사건, 동시대 사건 - 사회적, 기술적 묘사의 신문 및 잡지 기사 - 일반적 내용의 백과사전 - 설명 및 설득용 상업 서신                                                     |
| Level 3 | - 시제 - 가정법 - 비교급 및 최상급 - 접속사                     | - 단순 정보 및 공적 발표문 - 친숙도 높은 사물의 기능 및 특징에 대한 설명 - 청취자에 익숙한 개인적 이야기                                                | - 관광 안내책자, 여행잡지 및 안내서 등 - 여행문, 역사적 전기물 - 친구 및 사적 서신 - 모임, 단체 등의 활동 및 회의 관련 단순 발표                                           |
| Level 4 | - 동사 - 대명사 - 의문형                                        | - 1개의 질문에 대한 이해 - 간단한 물건 거래 및 관련 내용 - 간단한 과제 수행을 위한 지시 내용                                                            | - 업무처리에 기초한 간단한 지시내용 - 활동의 시간과 날짜 - 유명인 및 역사적 인물에 대한 기초적 사실 - 공공 표지판에 대한 이해                                              |
| Level 5 | - 동사 - 명사 - 의문형                                          | - 개인 신상에 대한 짧은 표현 - 학교에서의 간단한 지시사항 - 일상적 인사 및 소개 - 정보 획득을 위한 초보적 요청                                          | - 일상 생활 내 간단한 대화 - 가족, 친구의 개인 서식 - 저명한 사건에 대한 설명 - 위치, 장소에 대한 설명                                                                     |

## 채점
절대평가(Criterion Referenced Method) 방식으로 수험자의 영어 능력 도달치를 평가한다. 영역별 등급 능숙도를 평균하여 최종 점수로 산출하며, 'Mastery', 'Near Mastery', 'No Mastery'를 통해 해당 등급의 합격 여부를 제공한다. 단, 레벨 1은 75%의 정답률을 기준으로 'Mastery'와 'No Mastery'의 등급만 제공한다. 원본 성적표는 인쇄 또는 우편 발송을 통해 발급할 수 있다.
- Mastery : 모든 영역에서 75% 이상 획득한 경우[3]
- Near Mastery : 세 영역 중 두 영역에서 75% 이상을 획득한 경우
- No Mastery : 세 영역 중 두 영역 이상에서 75% 미만을 획득한 경우

## 시행 국가
대한민국의 경우, 최소 월 2회 열리며 격주로 일요일 오후 3시에 시행된다.
| - 대한민국 - 중국 - 일본 - 타이완 - 인도 - 인도네시아 - 싱가포르 | - 베트남 - 필리핀 - 캄보디아 - 사우디아라비아 - 미국 - 멕시코 - 아르헨티나 |

## 활용 현황

### 대한민국
서울특별시에 위치한 한국지텔프(영어: G-TELP Korea)가 대한민국 내 시험을 주관하며, 정기시험, 수시시험, 특별시험을 시행하고 있다. 정기시험은 격주 일요일에 전국에서 진행된다. 수시시험의 경우, 레벨 1은 분기별 1회, 레벨 2는 매주 화요일과 토요일, 레벨 3는 매주 화요일, 레벨 4와 레벨 5는 매월 1회 열리며, 송파구에 위치한 지텔프 테스팅 센터(영어: G-TELP Testing Center)에서 시행된다. 단, 수시 및 특별시험은 공무원, 군무원 등 국가공무원 채용 시험에서 인정되지 않는다.
국가공무원 5급, 7급, 군무원, 경찰공무원, 해양경찰공무원, 소방공무원 등 채용 및 어학병, 통역병, 카투사 징집 시 사용된다. 회계사, 세무사, 변리사, 경영지도사, 기술지도사, 호텔경영사, 호텔관리사, 호텔서비스사 등 국가전문자격, 국제의료관광코디네이터 등 국가기술자격 시험에서 활용 가능하다. 경북대학교, 경희대학교, 동국대학교, 성균관대학교, 중앙대학교, 한양대학교 등 주요 대학의 졸업 요건, 어학 특기자 선발 시험 및 경시대회 등으로 활용되고 있다.
| 정부기관 - 인사혁신처 - 국무조정실 - 국회 - 법원 - 국가정보원 - 국가보훈부 - 국방부 - 대한민국 육군 - 대한민국 해군 - 대한민국 공군 - 병무청 - 법무부 - 행정안전부 - 경찰청 - 소방청 - 산업통상자원부 - 특허청 - 농림축산식품부 - 농촌진흥청 - 산림청 - 해양수산부 - 해양경찰청 - 문화체육관광부 - 환경부 - 기상청 - 대통령경호처 - 식품의약품안전처 - 국가인권위원회 - 사행산업통합감독위원회 | 공공기관 - 강원대학교병원 - 국민건강보험공단 - 국립공원공단 - 국립해양생물자원관 - 국방기술품질원 - 국제식물검역인증원 - 대한법률구조공단 - 대한체육회 - 도로교통공단 - 동남권원자력의학원 - 부산항만공사 - 수도권매립지관리공사 - 식품안전정보원 - 아동권리보장원 - 여수광양항만공사 - 울산항만공사 - 의료기관평가인증원 - 중소벤처기업진흥공단 - 축산물품질평가원 - 한국관광공사 - 한국국제협력단 - 한국벤처투자 - 한국산업기술진흥원 - 한국석유관리원 - 한국수산자원관리공단 - 한국식품안전관리인증원 - 한국원자력안전기술원 - 한국원자력안전재단 - 한국에너지기술평가원 - 한국전력기술 - 한국청소년활동진흥원 - 한국해외인프라도시개발지원공사 지방공공기관 - 경남개발공사 - 경북문화재단 - 경북신용보증재단 - 경북테크노파크 - 경상북도개발공사 - 경상북도경제진흥원 - 광주정보문화산업진흥원 - 대전관광공사 - 대전교통공사 - 대전도시공사 - 부산문화회관 - 인천환경공단 - 전남테크노파크 - 포항시시설관리공단 | 교육기관 - 가천대학교 - 가톨릭대학교 - 가톨릭관동대학교 - 강남대학교 - 강서대학교 - 강원대학교 - 건국대학교 - 건양대학교 - 경북대학교 - 경상국립대학교 - 경찰대학 - 경희대학교 - 계명대학교 - 계명문화대학교 - 국민대학교 - 극동대학교 - 단국대학교 - 동국대학교 - 동서울대학교 - 명지대학교 - 백석대학교 - 부경대학교 - 서울과학기술대학교 - 서울시립대학교 - 성균관대학교 - 세종대학교 - 신라대학교 - 신한대학교 - 아주대학교 - 우송대학교 - 울산과학기술원 - 웅지세무대학교 - 을지대학교 - 인하대학교 - 전북대학교 - 전주대학교 - 제주대학교 - 중부대학교 - 중앙대학교 - 초당대학교 - 총신대학교 - 충북대학교 - 한국교통대학교 - 한국기술교육대학교 - 한국항공대학교 - 한남대학교 - 한동대학교 - 한림성심대학교 - 한양대학교 | 연구기관 - 국방과학연구소 - 기초과학연구원 - 대구경북과학기술원 - 울산과학기술원 - 한국과학기술원 - 한국과학기술연구원 - 한국국방연구원 - 한국기계연구원 - 한국농촌경제연구원 - 한국뇌연구원 - 한국전기연구원 - 한국전자통신연구원 |

자격증명
- 세무사 Level 2 65점
- 변리사 Level 2 77점
- 외국어번역행정사 Writing 3급
- 공인회계사[64] Level 2 65점
- 공인노무사 Level 2 65점
- 경영지도사 Level 2 65점
- 기술지도사 Level 2 65점
- 손해사정사 Level 2 65점
- 보험계리사 Level 2 65점
- 감정평가사 Level 2 65점
- 호텔경영사 Level 2 79점
- 호텔관리사 Level 2 66점
- 호텔서비스사 Level 2 39점
- 관광통역안내사 Level 2 74점
- 국제의료관광코디네이터 Level 2 65점
- 박물관 및 미술관 준학예사 Level 2 50점

|  |  |  |  |

### 중국
베이징시에 위치한 ITSC 차이나(영어: ITSC China)가 중국 내 시험을 주관하며, 매주 화요일 정기 시험을 진행하고 있다. 중화인민공화국 국가여유국의 호텔 및 숙박업소 종사자의 의사 소통 능력을 평가하기 위한 시스템으로 사용되었으며, 2008년 하계 올림픽 조직위원회 영어 활용 능력 평가 시험과 자원봉사자 선발 시험으로 활용되는 등 정부 차원으로 활용 중이다.

### 일본
나고야시에 위치한 글로벌 캐스트(영어: GlobalCast, 일본어: グローバルキャスト)가 일본 내 시험을 주관하고 있다. 일본의 경우, 레벨 5 시험은 시행하지 않는다. 도쿄도립대학, 게이오기주쿠대학, 니혼대학, 가고시마대학, 나가사키대학 등에서 활용되고 있다.
| 국립 대학 - 가고시마 대학 - 나가사키 대학 | 공립 대학 - 도쿄 도립 대학 | 사립 대학 - 간사이 국제 대학 - 게이오기주쿠 대학 - 교토 세이카 대학 - 긴조 가쿠인 대학 - 니혼 대학 - 다카치호 대학 - 세이조 대학 - 오츠마 여자 대학 - 치쿠시 조가쿠엔 대학 - 홋카이 가쿠엔 대학 |

### 타이완
타이베이시에 위치한 지텔프 타이완(영어: G-TELP Taiwan, 중국어: 美國通用國際英檢 台北測試服務中心)이 대만 내 시험을 주관하고 있다. 국립 대학과 과학기술 대학 등을 중심으로 졸업 요건 및 외국어 능력 평가 시험으로 활용되고 있다. 신주현은 주니어 시험을 이용하여 현지사배 영어 경시대회를 진행하고 있다.
| 국립 대학 - 국립 자이 대학 - 국립 타이난 대학 - 국립 친이 과기 대학 - 국립 타이베이 예술 대학 | 사립 대학 - 중국 문화 대학 - 가남 약리 대학 - 남아 과기 대학 - 다예 대학 - 만능 과기 대학 - 명신 과기 대학 - 유다 과기 대학 - 장경 과기 대학 - 조양 과기 대학 - 지리 과기 대학 - 진원 과기 대학 - 화하 과기 대학 |

### 이외 국가
영국에서는 워킹홀리데이 비자 발급을 위한 청년교류제도의 언어 능력 자격 시험에 사용된다. 미국에서는 대한민국 출신 대학생들을 위한 한미 대학생 연수 프로그램 등의 지원 자격 요건으로 활용된다. 캐나다 등에서는 현지 대학교에서 공부할 교환 학생, 해외 현장 학습에 파견될 전문 대학생을 선발하는 과정에서 사용한다.

## 기타
- 시험이 시작되면 퇴실이 허가되지 않는다. 중도 퇴실 시 이유를 불문하고 부정행위로 시험이 무효 처리된다.
- 수정테이프의 사용이 허가되나 본인의 것만 사용할 수 있다.
- 신분증이 없으면 시험의 응시가 불가하다. 수험표는 지참하지 않아도 시험을 응시할 수 있다.

신분증은 아래에 기재된 것만 인정된다. 장애인은 장애인 등록증도 지참해야 한다.
- 주민등록증
- 여권(기간 만료 전, 신 여권 가능)
- 공무원증(모바일도 가능)
- 중/고등학교 학생증(이름, 사진, 생년월일 기재 및 학교장 직인 필수)
- 청소년증
- 외국인등록증
- 정부24 주민등록증 모바일 확인 서비스
- 모바일 운전면허증(경찰청 발행)
- PASS 주민등록증
- 장애인등록증(장애인만 지참)
- 외박, 외출, 휴가증(군인 해당)

|  |  |

- 시험장 입실은 1시 20분부터 가능하며, 폐문은 2시 50분에 한다.
- 응시자가 가장 많은 레벨 2만 정기시험이 실시되며, 나머지 레벨은 수시시험으로만 실시된다.
- 군인, 기초생활수급자, 대학생(졸업인증)은 요구 서류 지참 시 할인을 받을 수 있다.

## 지텔프에듀
G-TELP 시험의 공식 주관사로, G-TELP 관련 교재 및 강의 서비스를 제공하는 전문 교육 기관이다. 시험 응시자들이 효율적으로 학습할 수 있도록 체계적인 학습 콘텐츠를 개발하고, G-TELP 최신 시험 경향을 반영한 다양한 교재와 강의를 제공한다.
또한 응시자 간의 소통과 정보 공유를 위해 합격수기, 고사장 후기, 시험 후기 등의 게시판과 커뮤니티를 운영하고 있다. G-TELP 수험생들은 서로의 경험과 정보를 공유하며, 효과적인 학습 전략을 모색할 수 있을 뿐만 아니라 공식 주관사의 독점적인 혜택으로 정기 시험 반값 응시 쿠폰과 무료 응시 쿠폰 및 다양한 이벤트 등을 제공한다. 지텔프에듀는 수험자들의 시험 준비를 위해 최적화된 학습 환경을 제공하고, 시험 대비에 있어 선도적인 역할을 한다.

## 같이 보기
- TOEIC
- TEPS
- FLEX
- OPIc
- TESOL
- TOSEL
- IELTS